# HMS Blenheim (1761)
HMS Blenheim — 90-пушечный линейный корабль второго ранга Королевского флота. Второй корабль, названный в честь сражения при Бленхейме.
Заказан 12 ноября 1755 года. Спущен на воду 5 июля 1761 года в Вулвиче.

## Служба
1761 — сентябрь, капитан Уильям Гордон (англ. William Gordon). Следующей весной он был произведен в коммодоры и стал командующим кораблями в устье Медуэй и в Норе, каковую должность занимал до конца войны.
21 октября 1762 года Гордон был произведен в контр-адмиралы, держал флаг на Blenheim.
1762 — капитан Джеймс Крэнстон (англ. James Cranston). 28 мая вышел в Средиземное море сменить HMS Neptune и, по приказу короля, возобновить договоры с государствами Варварийского берега.
1796 — 21 декабря стоял в устье Тахо. Туда же прибыл Средиземноморский флот.
1797 — около 20 января с португальским конвоем вышел из Тахо; 6 февраля рандеву с отрядом Флота Канала. 14 февраля с эскадрой сэра Джона Джервиса участвовал в бою при Сент-Винсенте. 31 марта вышел из Лиссабона для блокады Кадиса.
1799 — в резерве в Чатеме.
1801 — после инспекции Военно-морского комитета (сэр А. Снейп Хаммонд англ. A. Snape Hammond, контроллер; Хартуэлл англ. Hartwell секретарь; Хоуп англ. Hope, лорд-заседатель и сэр Джон Хенслоу англ. John Henslow, сюрвейер) 15 января 1801 года в Чатеме, было приказано понизить Blenheim до 74-пушечного.
Капитан (и. о.) Бовер (англ. T. P. Bover); стал флагманом вице-адмирала A. Диксона (англ. A. Dickson), главнокомандующего в Северном море.
1802 — прибыл в Портсмут из Даунс 26 апреля; использовался в качестве брандвахты в Портсмуте.
Флагман адмирала Милбанка (англ. M. Milbanke).
В октябре, когда вышел приказ поставить корабль в отстой на четыре месяца, в Портсмуте прошли слухи в том, что он предназначен в Средиземное море. Но 31 октября он перешел в Сент-Хеленс, затем вышел в Вест-Индию. Потратил месяц, чтобы достичь Мартиники.
1803 — капитан Генри Матсон (англ. Henry Matson), Тринидад, под флагом коммодора Самуэля Худа, командующего Подветренной станции, до июля 1803 года, после чего снова стал рядовым кораблем, а капитан Матсон перешел на HMS Venus; в командование вступил капитан Томас Грейвз.
15 сентября 1803 года обнаружил небольшую шхуну, пытавшуюся пройти в бухту Форт-Ройял на Мартинике. Так как был почти полный штиль, она пользовалась веслами, но лейтенант Blenheim Фербер (англ. Furber) с пинасом и лейтенант Кэмпбелл (англ. Campbell) с баркасом после полутора часов изнурительной гребли смогли её отрезать. Под картечным и мушкетным огнём британцы взяли её на абордаж. К счастью, никто не погиб. Вооруженный двумя пушками приз оказался французской Fortunée.
17 октября Blenheim и HMS Ulysses отбили у французов английский шлюп Corianthus.
Узнав, что французский приватир L’Harmonie с призом стоит в бухте Марин Сент-Анн (Мартиника), капитан Грейвз вознамерился его захватить.
Только 16-го он смог подняться против ветра от Даймонд Рок и обнаружил, что гавань защищена батареями по обе стороны от входа, и ещё одной над городом.
Он выделил 60 морских пехотинцев под командованием лейтенантов Бити (англ. Beatie) и Бойда (англ. Boyd) штурмовать форт Дюнкерк, с его батареями из шести 24-фунтовых и восемнадцати 3-фунтовых пушек, на правой стороне, и 60 моряков под командованием лейтенантов Коула (англ. Cole) и Фербера атаковать приватир. К нему присоединился HMS Drake, и его капитан Феррис (англ. Ferris) предложил в помощь команду моряков из 14 человек. Шлюпки с моряками отбуксировал Drake, а с морской пехотой — наемный куттер Swift. Форт был захвачен врасплох, взят морской пехотой в штыки. 15 пленных были отправлены на Swift. Орудия были заклепаны, их лафеты уничтожены; магазин взорван, но казармы не подожгли, так как рядом было поле сахарного тростника.
Моряки прошли батарею необнаруженными, но были вынуждены атаковать приватир под шквальным огнём. Вскоре он был взят на абордаж и захвачен.
L’Harmonie на момент атаки была вооружена 8 лафетными пушками и командой в 66 человек. Из них 2 были убиты, 14 ранены, а несколько утонули, выпрыгнув за борт. На Blenheim один человек был убит и двое ранены, на Drake трое получили ранения. Шлюпки увели приватир под огнём оставшейся батареи, без повреждений и потерь.
1804 — в ночь на 4 марта 1804 года баркас и пинас Blenheim сделали неудачную попытку увести французскую шхуну Curieuse из Сен-Пьер. 50 офицеров и матросов во главе с лейтенантом Фербером атаковали, но обнаружили, что шхуна защищена абордажными сетями до марсов мачт и с обоих бортов вставлены весла. Под сильным огнём появившихся на берегу солдат им удалось обрубить якорные, но шхуна только отдрейфовала на берег и от надежд вывести её пришлось отказаться.
Один матрос и двое морских пехотинцев были убиты; пять офицеров, одиннадцать моряков и три морских пехотинца ранены.
1805 — капитан Остен Биссел (англ. Austen Bissell). В мае вышел из Спитхеда в Ост-Индию под флагом контр-адмирала сэра Томаса Трубриджа.
В конце 1806 года, после посадки на мель у входа в пролив Пенанг, Blenheim пошел под временным рангоутом из Пуло Пенанг в Мадрас, где у него нашли перегиб, и объявили совершенно непригодным для выхода в море. В самом деле, помпы едва справлялись с поступающей водой, даже при стоянке на якоре.
Несмотря на протесты своего капитана, сэр Томас настоял на переходе на мыс Доброй Надежды, когда сэр Эдвард Пеллью занял пост главнокомандующего.

## Гибель
Корабль вышел из Мадраса 12 января 1807 года вместе с HMS Java и HMS Hazard, но 5 февраля, во время шторма Hazard потерял с ними связь у острова Родригес, и больше их не видел.
Когда корабли видели в последний раз, оба держали сигналы бедствия и Blenheim, судя по его виду, оседал глубже в воду. Возможно, Java запутался в оснастке тонущего Blenheim'а, пытаясь спасти сэра Томаса.
Сын адмирала, капитан Эдвард Трубридж, на HMS Greyhound обошел Маврикий, Мадагаскар и мыс в поисках своего отца, прежде чем вернуться в Индию.
Повезло только двум молодых людям: Эдвард Делафосс (англ. Edward Delafosse) и Джордж Гослинг (George Gosling) были переведены на HMS Fox, чтобы не сидели сложа руки, пока Бленхейм проходил ремонт в Пуло Пенанг. Они получили приказание вернуться на Blenheim на мысе. Фрегатом Java командовал капитан Джордж Пигот (англ. George Pigot). Погибло около 870 человек.